# 拉斯马哈达斯
拉斯马哈达斯，是西班牙卡斯蒂利亚-拉曼恰昆卡省的一个市镇。总面积56平方公里，总人口355人（2001年），人口密度6人/平方公里。